# 死を呼ぶ神殿
『テンプル・オブ・デス』（Temple of Death）は、デイヴィッド・クックがD&Dエキスパート・セットで使用するためにデザインしたダンジョンズ&ドラゴンズのモジュールである。
これは2連作冒険の後編であり、前編はMaster of the Desert Nomadsである。
1987年には『死を呼ぶ神殿』（しをよぶしんでん）というタイトルで日本語版が出版された。

## プロット概要
Master of the Desert Nomadsでは、シンド砂漠の遊牧民部族がマスターという名で知られる謎の人物の麾下に集結し、そしてプレイヤーキャラクターの任務は、共和国に対するこの脅威を無力化することである。Temple of Deathでは、キャラクターはブラック山脈に侵入してグレート・パス（峠）を渡り、ヒュールの国にたどり着かねばならない。グレート・パスをうまく切り抜けたなら、冒険者はヒュール「神聖国」を横断せねばならない。ヒュールは社会の規律が入念に規定された圧政的な全体主義国家であり、マスターの拠点が置かれている。キャラクターは、監察官達の注意を引きつけることなくヒュールの首都を目指さねばならない。冒険者はそれからダーク・ウッド（森林）を通過して死を呼ぶ神殿を発見する必要がある。このシナリオには荒野、街、ダンジョンでの遭遇が含まれている。

## 出版履歴
Temple of Deathはデイヴィッド・クックによって執筆され、アートワークはティム・トルーマン担当で、32ページの小冊子と外装カバーという体裁で、1983年にTSRが出版した。これは連作冒険である砂漠の遊牧民シリーズの後編であり、前編はMaster of the Desert Nomadsである。
1987年5月、株式会社新和が日本語版を出版した。

## 評判
デイヴ・モリスはホワイトドワーフ誌55号でTemple of Deathを論評し、10段階評価で10を与えた。モリスはデイヴィッド・クックが「論理的で、絶えずやりがいがあり、想像力に富み、生き生きと描写された冒険を構築した」と感じ、また「率直に言って、これを上回るD&Dのシナリオを見たことがない」と断言した。モリスはティモシー・トルーマンのアートワークもまた絶賛した。モリスはこのモジュールが「あらゆるロールプレイングゲーム・システムのサプリメントの中で、おそらく上から3から4位に入るだろう」と感じ、最高の評価点を与えてから「私が唯一残念に思っているのは、これがアドバンストD&D用ではなく、エキスパート用であるということだ」と付け加えた。
リック・スワンはSpace Gamer誌71号でこの冒険を論評した。スワンは、このモジュールは例えば以下のような場面｢全体がキノコでできているゾンビの宮殿、スケルトンに運行されている空飛ぶ船、月まで伸びている光のハシゴ｣のせいで「至る所でびっくりさせられる」と感じた。彼はまた地図とイラストが「魅力的かつ機能的」であることに気付き、神殿の外観が、プレイヤーが珍しい建築物を思い浮かべるのを助けるだろうと述べた。彼は、この冒険が主に野外で進行するため、ダンジョンマスターはプレイヤーが正しい方向へ向かうように保つのに苦労するだろう、と警告した。彼はマスターは「今までの出来事からもっと強いと思っていたのにかなり弱い奴」ということで「やや期待はずれ」と感じた。スワンは「2つの砂漠の遊牧民シリーズの冒険は、それぞれ単体では遊んでも面白くない」と述べ、しかし「Master of the Desert NomadsとTemple of Deathを合わせると非常に面白い」と結んだ。